# Arnold Zenetti

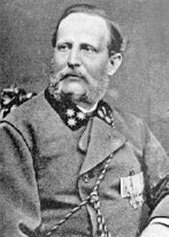
Arnold Zenetti als Feuerwehrkommandant von München

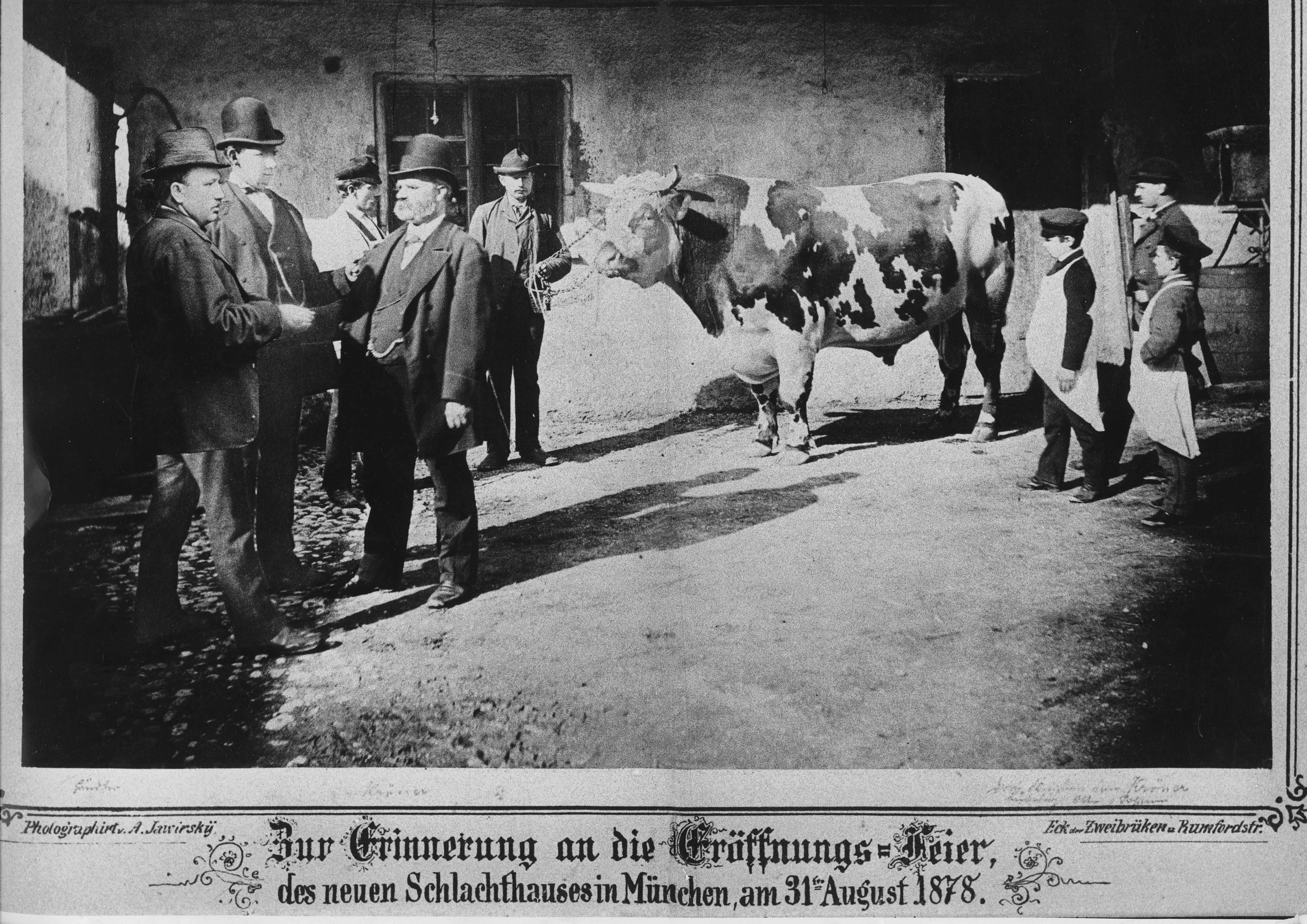
Eröffnung des Schlachthofs München 1878, Arnold Zenetti in der linken Personengruppe, mit Melone und Vollbart

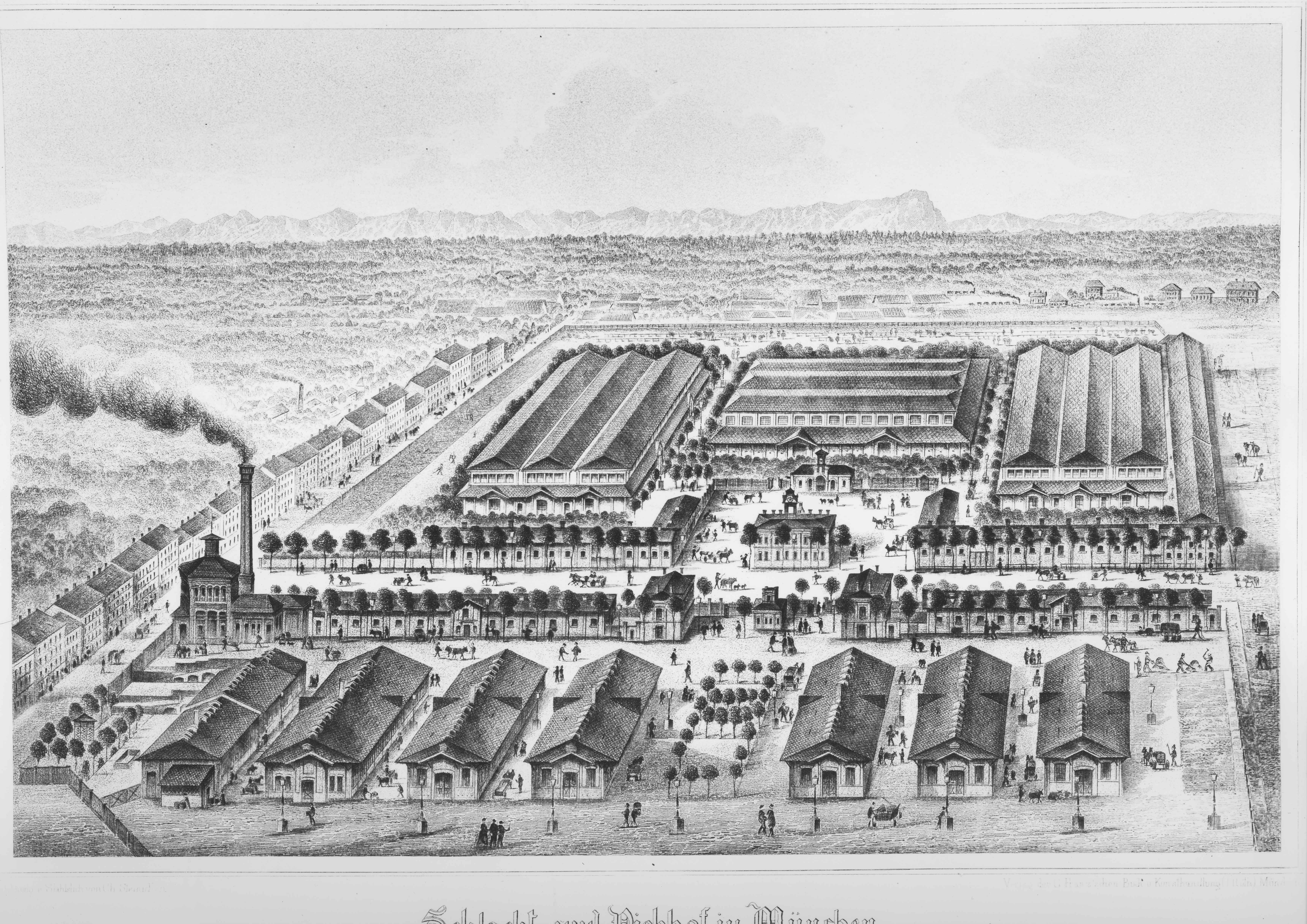
Schlachthof München, erbaut 1876–1878

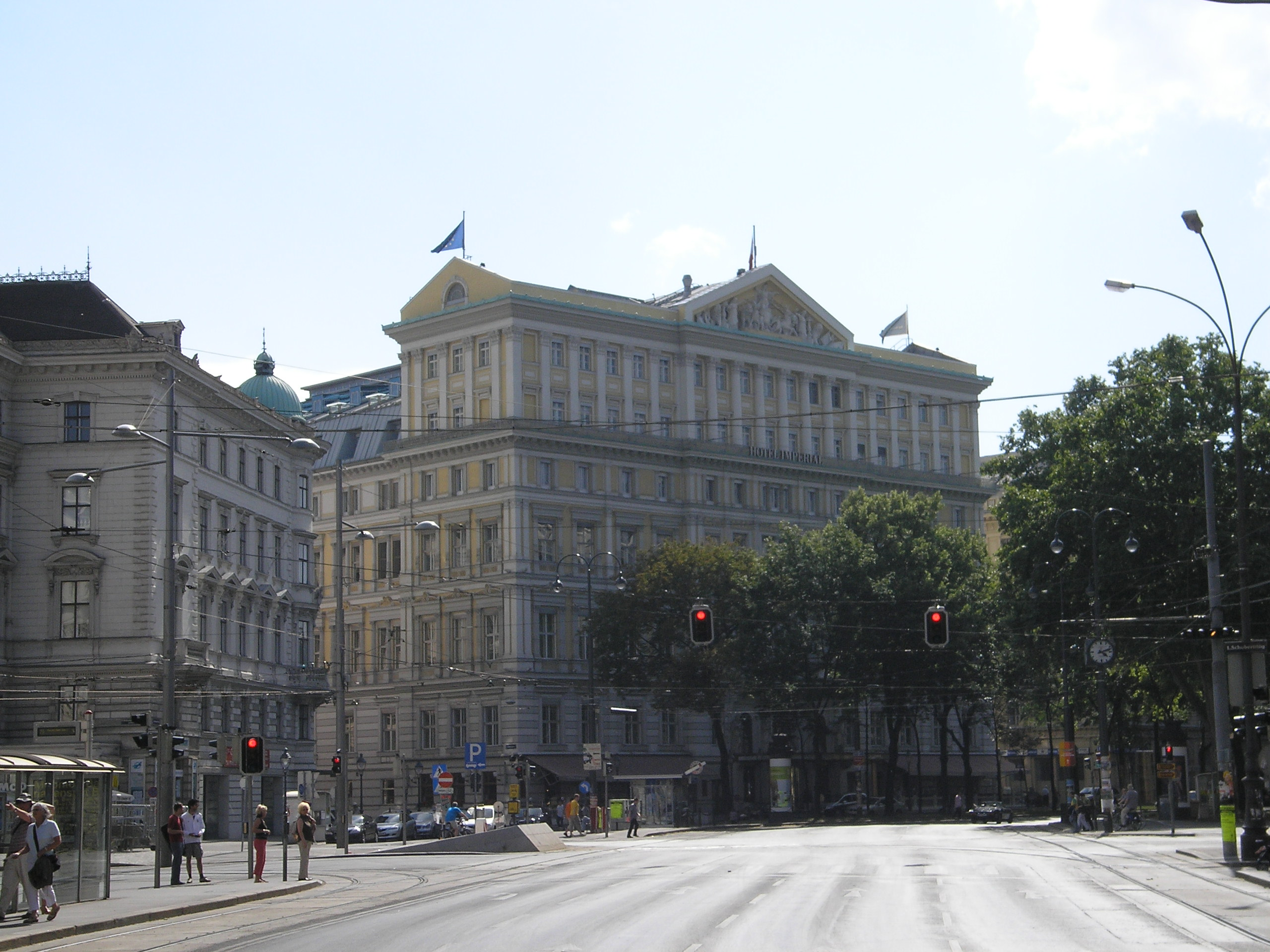
Hotel Imperial an der Wiener Ringstraße

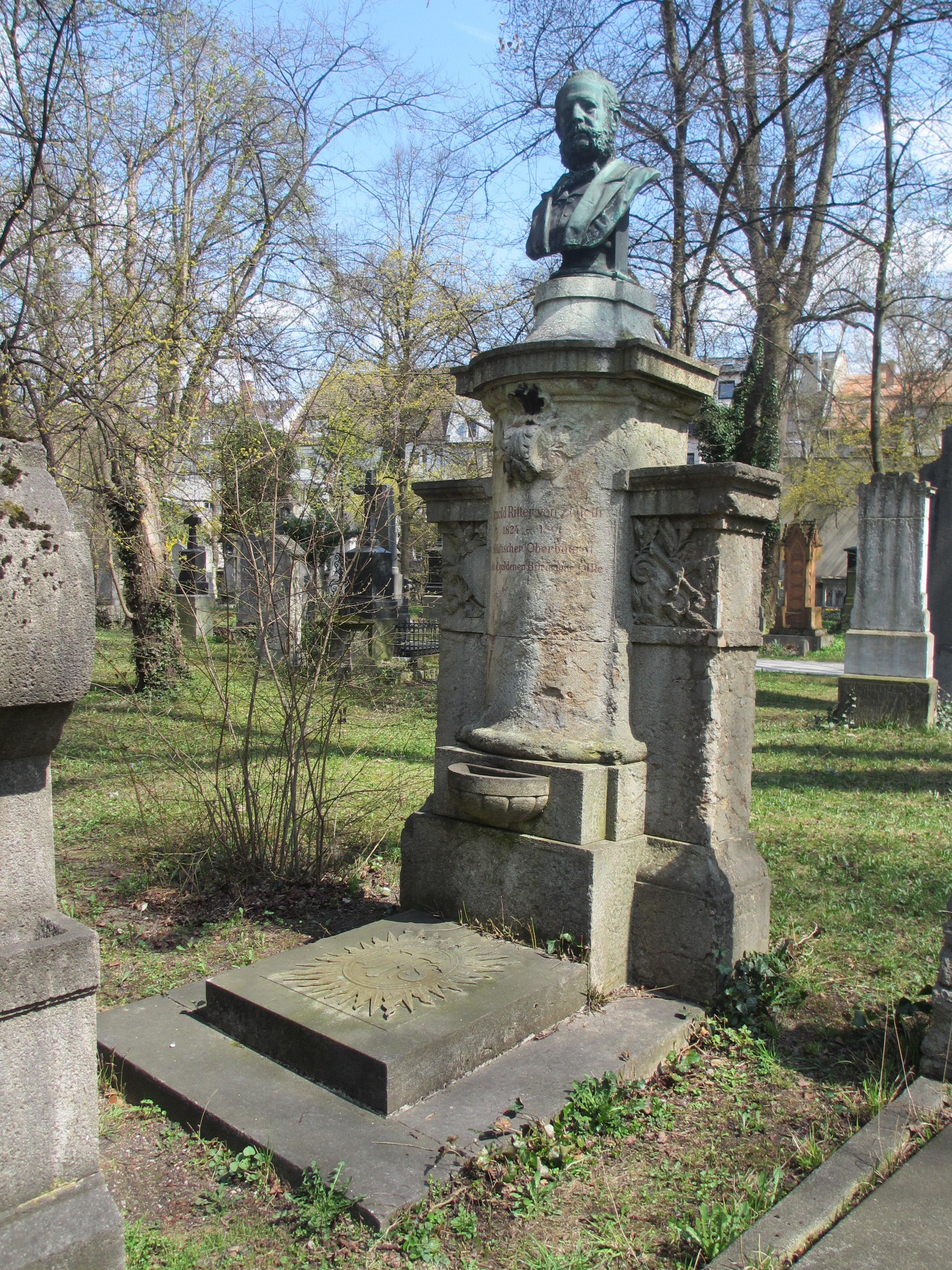
Grab von Arnold Zenetti auf dem Alten Südlichen Friedhof in München

Arnold Zenetti, ab 1890 Ritter von Zenetti, (auch Arnold von Zenetti; * 18. Juni 1824 in Speyer; † 2. September 1891 in München) war ein deutscher Architekt und Münchner Baubeamter (Vorstand des Stadtbauamtes).

## Leben
Arnold von Zenetti wurde in Speyer als Sohn des bayerischen Staatsbeamten, späteren Ministerialrats und Regierungspräsidenten der Pfalz, Johann Baptist von Zenetti und seiner Ehefrau Josepha von Mieg geboren. Nach der Versetzung des Vaters wohnte die Familie in München. Am 6. November 1843 begann Zenetti mit dem Studium der Architektur sowie der Ingenieurwissenschaften an der Akademie der Bildenden Künste München, trat am 1. Mai 1850 in den Dienst der Stadtverwaltung und avancierte 1867 zum Münchner Stadtbaurat. In seiner Amtszeit beeinflusste Zenetti die städtebauliche Entwicklung der Haupt- und Residenzstadt maßgeblich. Er baute mehrere Krankenhäuser, wobei er besonderen Wert auf zeitgemäße Wasser- und Energieversorgung sowie Hygiene legte. Beispiele hierfür sind das Garnisonslazarett in Neuhausen, heute Deutsches Herzzentrum München, und die Dr. Haunersche Kinderklinik in der Lindwurmstraße. Außerdem errichtete er Mitte des 19. Jahrhunderts zahlreiche Villenbauten im pittoresken Regional-Nationalstil in den neuen Villenkolonien am Starnberger See. Arnold Zenetti führte auch flächendeckend die Kanalisation in München ein, beginnend mit dem Bau von Sielkanälen in der Maxvorstadt und Ludwigsvorstadt. Die typische Münchner Bezeichnung Siel ist sonst in Süddeutschland nicht geläufig und geht auf einen diesbezüglichen Studienaufenthalt Zenettis in Norddeutschland zurück. Er schuf außerdem den Alten Nördlichen Friedhof (Maxvorstadt) und 1876–1878 den Münchner Schlacht- und Viehhof. Zu letzterem Bauvorhaben bereiste der Architekt vorher mit einer Fachkommission speziell verschiedene europäische Großstädte, um sich über die aktuelle Entwicklung zu orientieren.
Der Baumeister wirkte aber auch an anderen Orten. In Wien entwarf er beispielsweise das Palais Württemberg, heute Hotel Imperial, errichtet 1863–1865 zusammen mit Heinrich Adam, als repräsentatives Domizil für Herzog Philipp von Württemberg. Es gilt bis heute als einer der schönsten und gelungensten Neorenaissance-Bauten der österreichischen Hauptstadt.
Zu seinem 25-jährigen Dienstjubiläum bekam Zenetti 1875 das Ritterkreuz 1. Klasse des Verdienstordens vom Hl. Michael verliehen. Zeitgleich zum 40. Dienstjubiläum trat er am 1. Mai 1890 in den Ruhestand; zu diesem Anlass verlieh man ihm den Zivil-Verdienstorden der Bayerischen Krone, mit dem der persönliche Adelstitel als Ritter verbunden war. Die Stadt München zeichnete ihren Beamten mit der Goldenen Bürgermedaille aus und benannte später nach ihm die Zenettistraße beim Schlachthof. Zenetti erhielt ein kommunales Ehrengrab auf dem Alten Südlichen Friedhof in München.
Arnold Zenetti war auch Mitbegründer der Freiwilligen Feuerwehr München, fungierte von 1879 bis 1891 als deren Chef und organisierte das gesamte städtische Löschwesen.
Sein Bruder Benedikt Zenetti wirkte als Benediktinerabt St. Bonifaz in München, der andere Bruder, Julius von Zenetti, war Regierungspräsident von Mittelfranken in Ansbach.
Nachfolger Zenettis als Münchner Stadtbaurat wurde Wilhelm Rettig.

## Grabstätte
Die Grabstätte von Arnold Zenetti befindet sich auf dem Alten Südlichen Friedhof in München (Gräberfeld 4 – Reihe 11 – Platz 1/2) Standort.
Das Grabmal wurde von dem Architekten Carl Hocheder entworfen.

## Bauten und Entwürfe
- 1851–1853: Schrannenhalle oder Maximilians-Getreidehalle an der Blumenstraße in München (zusammen mit Karl Muffat nach Plänen von Friedrich von Gärtner)[7]
- 1853–1855: Villa für den Kaufmann Angelo Knorr in Niederpöcking am Starnberger See
- 1853–1856: Frauengebäranstalt in München (Bauleitung durch Zenetti nach Plänen von Friedrich Bürklein)
- 1854–1855: Umbau des Iglinger Schlosses
- 1855: Landhaus für den Hofopernintendanten Maximilian von Perfall in Niederpöcking am Starnberger See
- 1855: Landhaus für den Kaufmann Ferdinand Zenetti in Niederpöcking am Starnberger See
- 1856: Villa „Quellenheim“ für den Erzgießer Ferdinand von Miller in Niederpöcking am Starnberger See
- 1856: Landhaus für den Zahnarzt Wilhelm Amann in Niederpöcking am Starnberger See
- 1858: Landhaus mit neugotischer Kapelle für den Kaufmann Karl Riederer in Niederpöcking am Starnberger See
- 1858–1863: Maximiliansbrücke in München[8]
- 1859–1862: Entwürfe für den Neubau des Karlstors in München
- 1861–1862: Armenversorgungs- und Beschäftigungsanstalt am Gasteig in München
- 1861–1864: Regotisierung des Alten Rathauses in München
- 1864–1865: „Palais Württemberg“ an der Ringstraße in Wien für Philipp von Württemberg (1838–1917), seit 1873 Hotel Imperial (Wien)
- 1865: Entwurf eines Brunnens auf dem Gärtnerplatz in München
- 1866–1869: Alter Nördlicher Friedhof in München-Schwabing
- 1868–1890: Königlich bayerisches Garnisonslazarett auf dem Oberwiesenfeld in München
- 1874: Kriegerdenkmal für die Gefallenen des Deutsch-Französischen Kriegs 1870/1871 auf dem Alten Nordfriedhof in München (enthüllt am 2. September 1874)
- 1876–1878: Schlacht- und Viehhof München in der Isarvorstadt
- 1880: Dr. von Haunersches Kinderspital in München, Lindwurmstraße 4

## Namensgeber für Straße
Nach Arnold Zenetti wurde 1894 in Schlachthofviertel München (Stadtbezirk 2 – Ludwigsvorstadt-Isarvorstadt) die Zenettistraße⊙ und der Zenettiplatz⊙ benannt. Dabei trennt die Zenettistraße im Abschnitt zwischen der Thalkirchner Straße und der Tumblingerstraße den Schlachthof im Norden vom Viehhof im Süden. Zenetti war von 1876 bis 1878 der Planer des Gesamtgeländes. Der Zenettiplatz schließt westlich der Tumblingerstraße an das Gelände an und teilt die Zenettistraße auf dem Weg zur Lindwurmstraße in der Mitte.Schlachthofviertel.